# Makazole Mapimpi
Makazole Mapimpi (Mdantsane, 26 luglio 1990) è un rugbista a 15 sudafricano, tre quarti ala degli Sharks e campione del mondo con il Sudafrica nel 2019 e nel 2023.

## Biografia
Ha perso in successione prima la madre, poi la sorella e un fratello.
Ha avuto il suo primo contratto da professionista solo nel 2017 quando i Kings, la franchigia di Port Elizabeth, lo ingaggiano per il Super Rugby 2017.
A livello internazionale ha esordito in un test match il 2 giugno 2018 a Washington Dc contro il Galles.
Inizialmente non convocato poiché gli è preferito Aphiwe Dyantyi, a seguito ad un controllo anti-doping è inserito nella lista partecipando da titolare al Mondiale di Rugby 2019, vinto con il Sud Africa. Nel corso del torneo ha realizzato sei mete, compresa quella messa a segno nella finale del 2 novembre contro l'Inghilterra.
Nel 2023 è nuovamente nella rosa selezionata per i Mondiali in Francia. In Francia scende in campo in due occasioni: nel corso del primo match, quello contro la Romania, ha messo a segno tre mete ed è stato eletto Player of the Match; nel corso della seconda partita, disputata contro Tonga, ha invece riportato un trauma cranico con frattura dello zigomo che lo ha estromesso dalle restanti partite. Al termine della competizione, il Sud Africa si è laureato campione del mondo per la seconda volta consecutiva, impresa riuscita in precedenza solamente alla Nuova Zelanda.

## Palmarès
- Coppe del mondo: 2
Sudafrica: 2019, 2023
- Challenge Cup: 1
Sharks: 2023-24